# Rhene
Rhene Thorell, 1869 è un genere di ragni appartenente alla Famiglia Salticidae.

## Etimologia
Il nome deriva dal nome proprio greco Ρήνη, Rène (??).

## Distribuzione
Le 56 specie oggi note di questo genere sono diffuse principalmente in Asia orientale e meridionale; diverse specie sono state rinvenute in vari stati dell'Africa centrale e meridionale.

## Tassonomia
Il genere, originariamente chiamato Rhanis, venne rinominato in Rhene da Thorell nel 1869 per non creare confusione col genere di coleotteri che porta proprio il nome Rhanis.
A maggio 2010, si compone di 56 specie:
1. Rhene albigera (C. L. Koch, 1846) — dall'India alla Corea, Sumatra
2. Rhene atrata (Karsch, 1881) — Russia, Cina, Corea, Taiwan, Giappone
3. Rhene banksi Peckham & Peckham, 1902 — Sudafrica
4. Rhene biembolusa Song & Chai, 1991 — Cina
5. Rhene biguttata Peckham & Peckham, 1903 — Sudafrica
6. Rhene brevipes (Thorell, 1891) — Sumatra
7. Rhene bufo (Doleschall, 1859) — dalla Birmania a Sumatra
8. Rhene callida Peckham & Peckham, 1895 — India
9. Rhene callosa (Peckham & Peckham, 1895) — India
10. Rhene cancer Wesolowska & Cumming, 2008 — Zimbabwe
11. Rhene candida Fox, 1937 — Cina
12. Rhene capensis Strand, 1909 — Sudafrica
13. Rhene cooperi Lessert, 1925 — Sudafrica
14. Rhene curta Wesolowska & Tomasiewicz, 2008 — Etiopia
15. Rhene daitarensis Prószynski, 1992 — India
16. Rhene danieli Tikader, 1973 — India
17. Rhene darjeelingiana Prószynski, 1992 — India
18. Rhene decorata Tikader, 1977 — India
19. Rhene deplanata (Karsch, 1880) — Filippine
20. Rhene digitata Peng & Li, 2008 — Cina
21. Rhene facilis Wesolowska & Russell-Smith, 2000 — Tanzania
22. Rhene flavicomans Simon, 1902 — India, Bhutan, Sri Lanka
23. Rhene flavigera (C. L. Koch, 1846)[3] — Cina, dal Vietnam a Sumatra
24. Rhene foai Simon, 1902 — Sudafrica
25. Rhene formosa Christine Rollard & Wesolowska, 2002 — Guinea
26. Rhene habahumpa Barrion & Litsinger, 1995 — Filippine
27. Rhene haldanei Gajbe, 2004 — India
28. Rhene hinlalakea Barrion & Litsinger, 1995 — Filippine
29. Rhene hirsuta (Thorell, 1877) — Celebes
30. Rhene indica Tikader, 1973 — India, Isole Andamane, Cina
31. Rhene ipis Fox, 1937 — Cina
32. Rhene jelskii (Taczanowski, 1871) — Perù, Guiana
33. Rhene khandalaensis Tikader, 1977 — India
34. Rhene konradi Wesolowska, 2009 — Sudafrica
35. Rhene lesserti Berland & Millot, 1941 — Senegal
36. Rhene leucomelas (Thorell, 1891) — Filippine
37. Rhene machadoi Berland & Millot, 1941 — Guinea
38. Rhene margarops (Thorell, 1877) — Celebes
39. Rhene modesta Caporiacco, 1941 — Etiopia
40. Rhene mordax (Thorell, 1890) — Giava
41. Rhene mus (Simon, 1889) — India
42. Rhene myunghwani Kim, 1996 — Corea
43. Rhene nigrita (C. L. Koch, 1846) — Indonesia
44. Rhene obscura Wesolowska & van Harten, 2007 — Yemen
45. Rhene pantharae Biswas & Biswas, 1992 — India
46. Rhene parvula Caporiacco, 1939 — Etiopia
47. Rhene phuntsholingensis Jastrzebski, 1997 — Bhutan, Nepal
48. Rhene pinguis Wesolowska & Haddad, 2009 — Sudafrica
49. Rhene plana (Schenkel, 1936) — Cina
50. Rhene rubrigera (Thorell, 1887) — dall'India alla Cina, Sumatra, Hawaii
51. Rhene saeva (Giebel, 1863) — Giava
52. Rhene sanghrakshiti Gajbe, 2004 — India
53. Rhene setipes Zabka, 1985 — Cina, Vietnam, Isole Ryukyu
54. Rhene spuridens Strand, 1907 — Giava
55. Rhene sulfurea (Simon, 1886) — Senegal
56. Rhene triapophyses Peng, 1995 — Cina

### Specie trasferite
- Rhene argentata Wesolowska, 1981; è stata trasferita e ridenominata come Zeuxippus argentatus (Wesolowska, 1981), di cui è stata accertata la sinonimia con Zeuxippus pallidus Thorell, 1895 a seguito di uno studio dell'aracnologo Zabka del 1985[2].
- Rhene aurata L. Koch, 1879; è stata trasferita e ridenominata come Simaethula aurata (L. Koch, 1879) a seguito di uno studio dell'aracnologo Zabka del 1991[2].
- Rhene inconcinna (Peckham & Peckham, 1895); è stata trasferita e ridenominata come Beata inconcinna (Peckham & Peckham, 1895) a seguito di uno studio dell'aracnologo Maddison del 1996[2].
- Rhene opulenta L. Koch, 1879; è stata trasferita e ridenominata come Simaethula opulenta (L. Koch, 1879) a seguito di uno studio dell'aracnologo Zabka del 1991[2].
- Rhene sexmaculata Mello-Leitão, 1947; è stata trasferita e ridenominata come Beata sexmaculata (Mello-Leitão, 1947), di cui è stata accertata la sinonimia con Beata aenea Mello-Leitão, 1947 a seguito di uno studio dell'aracnologa Galiano del 1992[2].
- Rhene vaga Peckham & Peckham, 1895; è stata trasferita e ridenominata come Tacuna vaga (Peckham & Peckham, 1895) a seguito di uno studio dell'aracnologa Galiano del 1995[2].

### Nomen dubium
- Rhene tamula Karsch, 1879; gli esemplari, provenienti dallo Sri Lanka, a seguito di uno studio dell'aracnologo Roewer del 1955, sono da considerarsi nomina dubia[2].
- Rhene tricolor Karsch, 1878; gli esemplari, provenienti dalle isole Figi, a seguito di uno studio dell'aracnologo Roewer del 1955, sono da considerarsi nomina dubia[2].